# Aeroportul Chongjin
Aeroportul Chongjin (IATA: RGO, ICAO: ZKHM) este un aeroport din Provincia Hamgyong de Nord, Coreea de Nord ce deservește zona Chongjin. A fost deschis în 1935 și numit după zona deservită.
Situat la o altitudine de 3 m, aeroportul dispune de o singură pistă. Este operat de Coreea de Nord.